# Championnats panaméricains de BMX 2024
Navigation
Édition précédente Édition suivante
Les championnats panaméricains de BMX 2024 ont eu lieu le 13 avril 2024 à Bogota en Colombie.

## Podiums
| Épreuves               | Or               | Argent            | Bronze          |
| ---------------------- | ---------------- | ----------------- | --------------- |
| Épreuves masculines    |                  |                   |                 |
| Élites hommes          | Diego Arboleda   | Federico Villegas | Santiago Suárez |
| Moins de 23 ans hommes | Pedro Benalcazar | Santiago Santa    | Juan José López |
| Juniors hommes         | Thomas Maturano  | Lucas Zimmermann  | Tomas Palmezano |
| Épreuves féminines     |                  |                   |                 |
| Élites femmes          | Mariana Pajón    | Lexis Colby       | Daleny Vaughn   |
| Moins de 23 ans femmes | Manuela Martínez | Sharid Fayad      | Luisa Moreno    |
| Juniors femmes         | Nicole Foronda   | Mariana Agudelo   | Sara García     |